# Juvaincourt
Juvaincourt est une commune française située dans le département des Vosges, en région Grand Est.
Ses habitants sont appelés les Juvaincurtiens.

## Géographie

### Localisation
Juvaincourt est située au nord-ouest de la plaine des Vosges, à neuf kilomètres du chef-lieu de canton : Mirecourt. 

### Géologie et relief
Le village s’est développé sur un large plateau, culminant à trois cent vingt mètres d’altitude, englobant des secteurs très divers, tant par le relief que par la nature du sol. Plusieurs forêts viennent animer ce paysage : le bois le Fèvre, le bois de Derrière Serre et enfin celui du Jury et le Menu bois qui accueillent des sentiers de randonnées pédestres selon diverses thématiques. 
L’occupation du domaine naturel est liée à sa topographie. Les terrains plats sont occupés par des prairies, des labours et des vergers. Les sites plus élevés, quant à eux, accueillent un paysage de vergers.
Le territoire communal est traversé par le ruisseau d’Oëlleville qui se jette en aval dans le Madon.
Au milieu de ce paysage, Juvaincourt est une commune typique de Lorraine : un village-rue développé le long des voies principales. Il possède deux lavoirs de grande taille, des fontaines, des calvaires, tandis que de nombreuses maisons possèdent encore des niches.

### Hydrographie et les eaux souterraines
Hydrogéologie et climatologie : Système d’information pour la gestion des eaux souterraines du bassin Rhin-Meuse :
Territoire communal : Occupation du sol (Corinne Land Cover); Cours d'eau (BD Carthage),
Géologie : Carte géologique; Coupes géologiques et techniques,
 Hydrogéologie : Masses d'eau souterraine; BD Lisa; Cartes piézométriques.

#### Réseau hydrographique
La commune est située dans le bassin versant du Rhin au sein du bassin Rhin-Meuse. Elle est drainée par le ruisseau de Juvaincourt et le ruisseau des Fontaines,.
Le ruisseau de Juvaincourt, d'une longueur totale de 10,5 km, prend sa source dans la commune d'Oëlleville et se jette dans le ruisseau des Pierres en limite de Poussay et de Puzieux, après avoir traversé six communes.

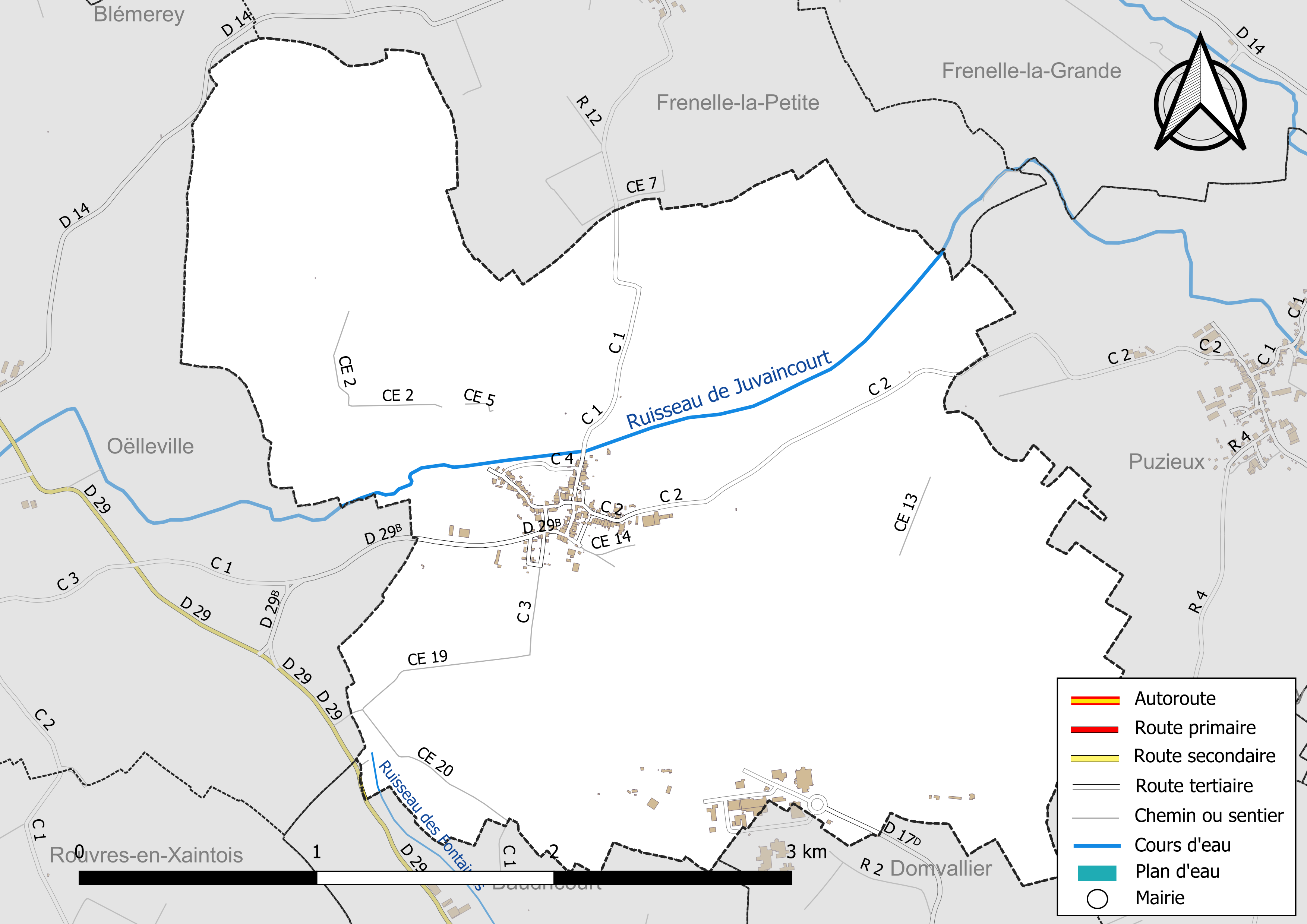
Réseaux hydrographique et routier de Juvaincourt.

#### Gestion et qualité des eaux
Le territoire communal est couvert par le schéma d'aménagement et de gestion des eaux (SAGE) « Nappe des Grès du Trias Inférieur ». Ce document de planification, dont le territoire comprend le périmètre de la zone de répartition des eaux de la nappe des Grès du trias inférieur (GTI), d'une superficie de 1 497 km2,  est en cours d'élaboration. L’objectif poursuivi est de stabiliser les niveaux piézométriques de la nappe des GTI et atteindre l'équilibre entre les prélèvements et la capacité de recharge de la nappe. Il doit être cohérent avec les objectifs de qualité définis dans les SDAGE Rhin-Meuse et Rhône-Méditerranée. La structure porteuse de l'élaboration et de la mise en œuvre est le conseil départemental des Vosges.
La qualité des eaux de baignade et des cours d’eau peut être consultée sur un site dédié géré par les agences de l’eau et l’Agence française pour la biodiversité.

### Climat
Pour des articles plus généraux, voir Climat du Grand Est et Climat des Vosges.
En 2010, le climat de la commune est de type climat des marges montargnardes, selon une étude du Centre national de la recherche scientifique s'appuyant sur une série de données couvrant la période 1971-2000. En 2020, Météo-France publie une typologie des climats de la France métropolitaine dans laquelle la commune est dans une zone de transition entre le climat océanique altéré et le climat océanique altéré et est dans la région climatique  Lorraine, plateau de Langres, Morvan, caractérisée par un hiver rude (1,5 °C), des vents modérés et des brouillards fréquents en automne et hiver. 
Pour la période 1971-2000, la température annuelle moyenne est de 9,6 °C, avec une amplitude thermique annuelle de 17,1 °C. Le cumul annuel moyen de précipitations est de 889 mm, avec 12 jours de précipitations en janvier et 9,3 jours en juillet. Pour la période 1991-2020, la température moyenne annuelle observée sur la station météorologique de Météo-France la plus proche, « Mirecourt-inra », sur la commune de Mirecourt à 6 km à vol d'oiseau, est de 10,4 °C et le cumul annuel moyen de précipitations est de 824,3 mm. 
La température maximale relevée sur cette station est de 39,5 °C, atteinte le 25 juillet 2019 ; la température minimale est de −19,5 °C, atteinte le 20 décembre 2009,,. 
Les paramètres climatiques de la commune ont été estimés pour le milieu du siècle (2041-2070) selon différents scénarios d'émission de gaz à effet de serre à partir des nouvelles projections climatiques de référence DRIAS-2020. Ils sont consultables sur un site dédié publié par Météo-France en novembre 2022.

## Urbanisme

### Typologie
Au 1er janvier 2024, Juvaincourt est catégorisée commune rurale à habitat dispersé, selon la nouvelle grille communale de densité à sept niveaux définie par l'Insee en 2022.
Elle est située hors unité urbaine et hors attraction des villes,.

### Occupation des sols
L'occupation des sols de la commune, telle qu'elle ressort de la base de données européenne d’occupation biophysique des sols Corine Land Cover (CLC), est marquée par l'importance des territoires agricoles (56,4 % en 2018), en diminution par rapport à 1990 (58,5 %). La répartition détaillée en 2018 est la suivante : 
terres arables (33,7 %), zones industrielles ou commerciales et réseaux de communication (28,2 %), prairies (22,2 %), forêts (12,3 %), zones urbanisées (3,1 %), zones agricoles hétérogènes (0,5 %). L'évolution de l’occupation des sols de la commune et de ses infrastructures peut être observée sur les différentes représentations cartographiques du territoire : la carte de Cassini (XVIIIe siècle), la carte d'état-major (1820-1866) et les cartes ou photos aériennes de l'IGN pour la période actuelle (1950 à aujourd'hui).

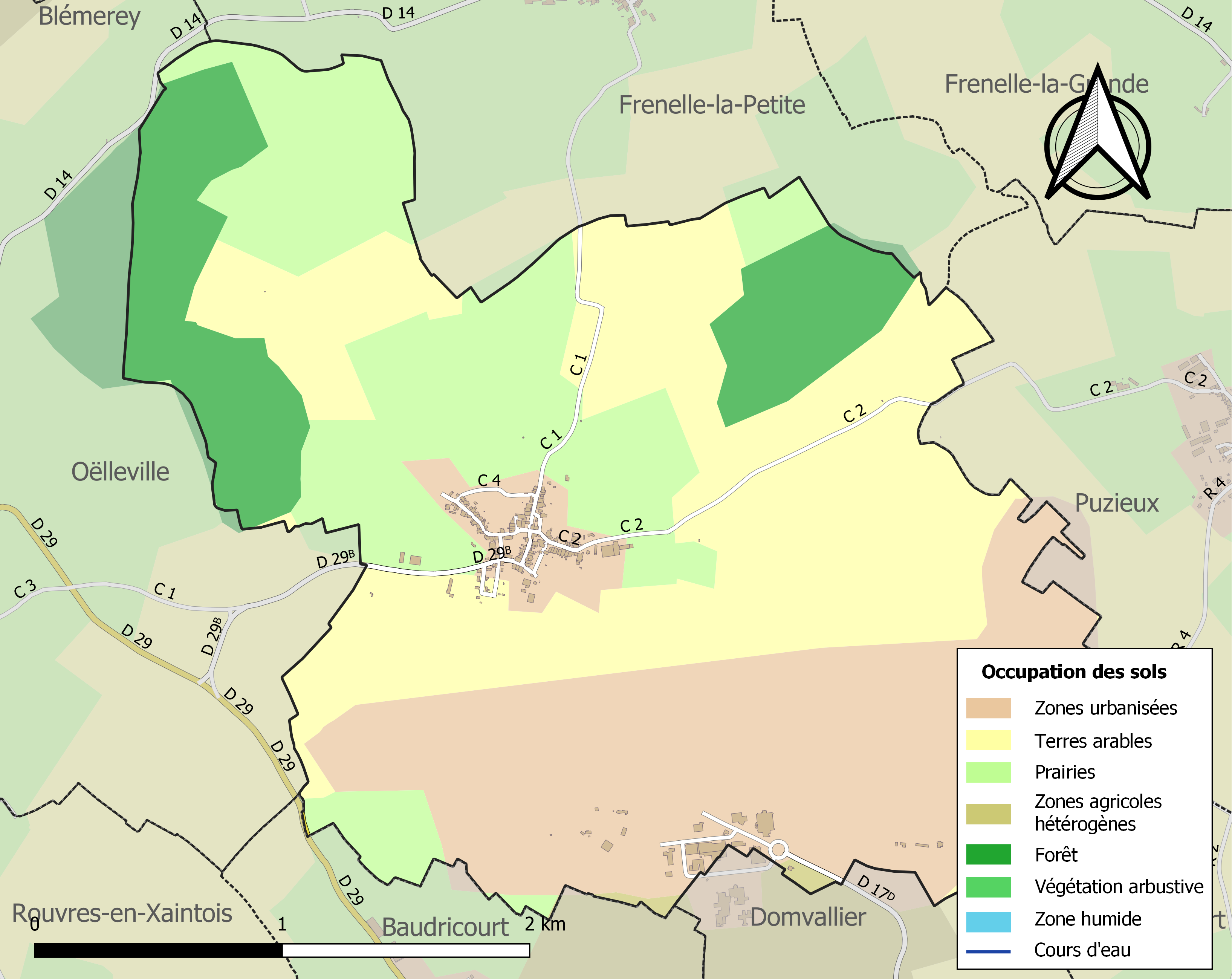
Carte des infrastructures et de l'occupation des sols de la commune en 2018 (CLC).

### Schéma de cohérence territoriale
Le nouveau périmètre du "Schéma de cohérence territoriale (SCOT) Vosges Centrales" prend en compte la commune de Juvaincourt pour la Communauté de Communes de Mirecourt-Dompaire.

### Voies de communications et transports

#### Voies routières
- A31 (aussi appelée autoroute de Lorraine-Bourgogne). Échangeurs Châtenois, Bulgnéville.

#### Transports en commun
- Fluo Grand Est.

#### Lignes SNCF
- Gare de Vittel.

#### Transports aériens
- Sur le territoire de la commune se trouve l'Aéroport d'Épinal-Mirecourt « Vosges Aéroport ».

À partir de l'été 2021, l’aéroport d’Épinal-Mirecourt est devenu le "pélicandrome" de la Zone Est et servira ainsi de base de ravitaillement et d’intervention pour les avions bombardiers d’eau connus sous le nom de Dash 8.

## Toponymie
Le nom de la localité est attesté sous les formes Gevencort (1259) ; Jevencort (1268) ; Juvaincort (1292) ; Gevaincourt (1295) ; Gevaincors (1298) ; Geveincourt (XIIIe siècle) ; Juvaincor (1302) ; Juvencourt (1302) ; Geveincort (1303) ; Juveincourt (1304) ; Juvaincourt (1305) ; Juvancourt (1364) ; Gevencort (1372) ; Gevencourt (1372) ; Jevaincuria, Jevancuria (1402) ; Jevaincourt (1538) ; Jevaincour (1656) ; Jevaincourt… on dit aussi Juvaincourt (1779).

## Histoire
La première mention du toponyme de Juvaincourt (Gevencort) remonterait à 1259. Sous l’Ancien Régime, les deux communes d’Oëlleville et de Juvaincourt formaient deux bans ; Ils appartenaient à l’abbesse du chapitre de Remiremont, à la Dame Sonrière et au chancelier de l’état de cette même église. Au XVIIIe siècle, les seigneurs voués étaient les sieurs de Bassompierre et de Tilly ; le chapitre de Remiremont percevait la grosse dîme. 
Juvaincourt relevait du bailliage de Mirecourt.
De 1790 à l’An IX, Juvaincourt fait partie du canton de Rouvres, inclus par la suite dans celui de Mirecourt.
La mairie et l’école des garçons ont été construites en 1836 et l’école des filles en 1844.

## Politique et administration

### Découpage territorial
Par arrêté préfectoral du 15 septembre 2023, la commune est retirée le 1er janvier 2024 de l'arrondissement d'Épinal et rattachée à l'arrondissement de Neufchâteau.

### Liste des maires
| Période                                  | Période       | Identité                        | Étiquette | Qualité                               |
| ---------------------------------------- | ------------- | ------------------------------- | --------- | ------------------------------------- |
| Les données manquantes sont à compléter. |               |                                 |           |                                       |
|                                          | mai 1914      | Alphonse Thiriet (1843-1927)    |           |                                       |
| mai 1914                                 | novembre 1935 | Jules Petitfour (1872-1935)     |           |                                       |
| mars 1989                                | avril 2014    | Christian Thouvenin (1948-2017) | DVD       | Contrôleur DDE                        |
| avril 2014                               | juin 2020     | Béatrice Piroué                 |           | Aide-soignante retraitée              |
| juin 2020                                | novembre 2023 | Yves Claude (°1949)             |           | Professeur des écoles, démissionnaire |
| février 2024                             | En cours      | Anne Jacopin                    |           | Agricultrice                          |

### Budget et fiscalité 2023

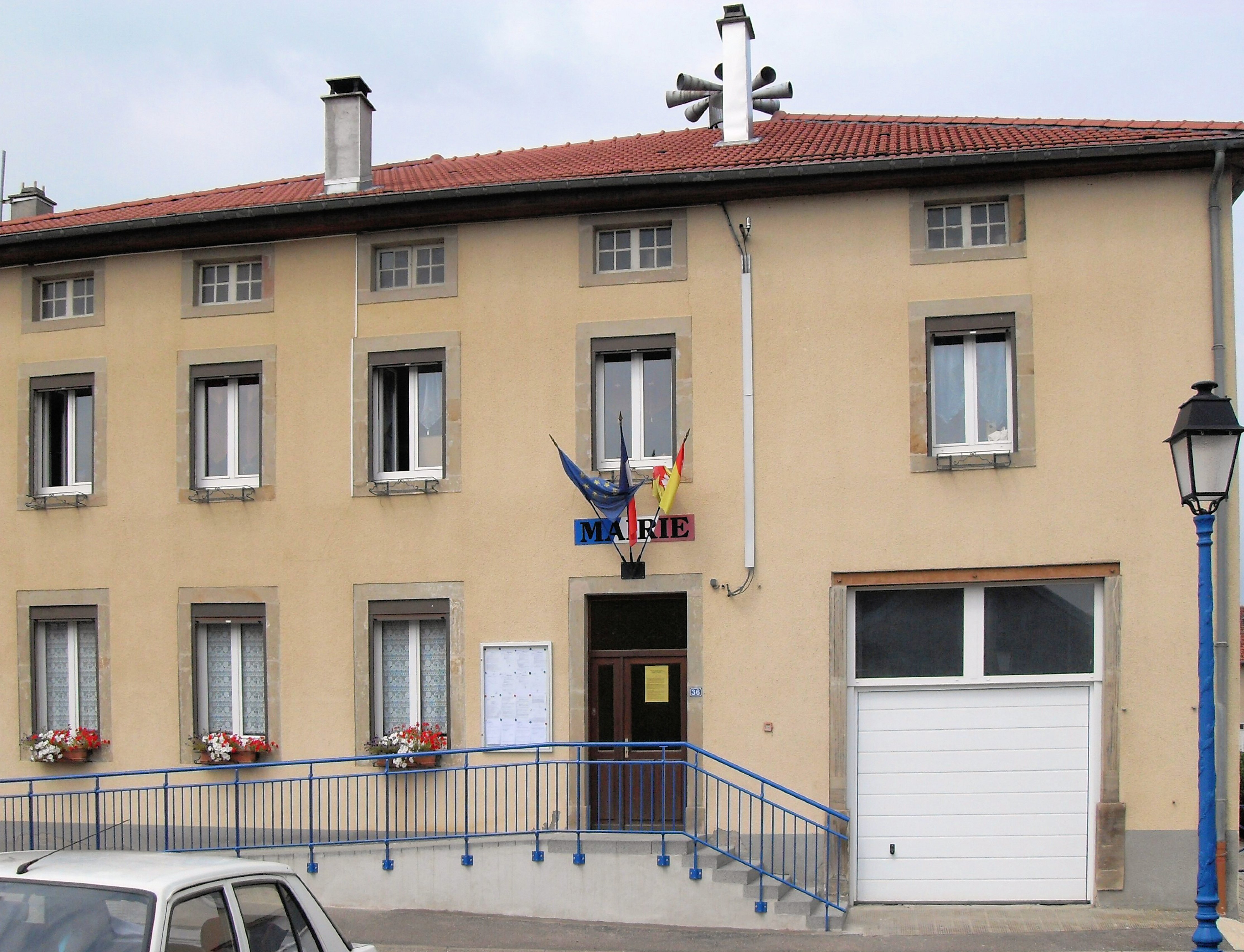
La mairie.

En 2023, le budget de la commune était constitué ainsi :
- total des produits de fonctionnement : 155 000 €, soit 849 € par habitant ;
- total des charges de fonctionnement : 133 000 €, soit 725 € par habitant ;
- total des ressources d'investissement : 69 000 €, soit 375 € par habitant ;
- total des emplois d'investissement : 50 000 €, soit 273 € par habitant ;
- endettement : 276 000 €, soit 1 509 € par habitant.

Avec les taux de fiscalité suivants :
- taxe d'habitation : 23,13 % ;
- taxe foncière sur les propriétés bâties : 36,33 % ;
- taxe foncière sur les propriétés non bâties : 16,79 % ;
- taxe additionnelle à la taxe foncière sur les propriétés non bâties : 0,00 % ;
- cotisation foncière des entreprises : 0,00 %.

Chiffres clés Revenus et pauvreté des ménages en 2021 : médiane en 2021 du revenu disponible, par unité de consommation : 21 800 €.

## Population et société

### Démographie

#### Évolution démographique
L'évolution du nombre d'habitants est connue à travers les recensements de la population effectués dans la commune depuis 1793. Pour les communes de moins de 10 000 habitants, une enquête de recensement portant sur toute la population est réalisée tous les cinq ans, les populations de référence des années intermédiaires étant quant à elles estimées par interpolation ou extrapolation. Pour la commune, le premier recensement exhaustif entrant dans le cadre du nouveau dispositif a été réalisé en 2006.

En 2022, la commune comptait 183 habitants, en évolution de −1,61 % par rapport à 2016 (Vosges : −2,96 %, France hors Mayotte : +2,11 %).
| 1793 | 1800 | 1806 | 1821 | 1831 | 1836 | 1841 | 1846 | 1856 |
| ---- | ---- | ---- | ---- | ---- | ---- | ---- | ---- | ---- |
| 444  | 440  | 442  | 504  | 545  | 588  | 580  | 603  | 510  |

| 1861 | 1866 | 1876 | 1881 | 1886 | 1891 | 1896 | 1901 | 1906 |
| ---- | ---- | ---- | ---- | ---- | ---- | ---- | ---- | ---- |
| 539  | 524  | 507  | 472  | 457  | 403  | 406  | 376  | 363  |

| 1911 | 1921 | 1926 | 1931 | 1936 | 1946 | 1954 | 1962 | 1968 |
| ---- | ---- | ---- | ---- | ---- | ---- | ---- | ---- | ---- |
| 368  | 282  | 266  | 253  | 236  | 227  | 224  | 197  | 200  |

| 1975 | 1982 | 1990 | 1999 | 2006 | 2011 | 2016 | 2021 | 2022 |
| ---- | ---- | ---- | ---- | ---- | ---- | ---- | ---- | ---- |
| 195  | 189  | 178  | 164  | 171  | 194  | 186  | 182  | 183  |

### Enseignement
Établissements d'enseignements :
- Écoles maternelles et primaires à Baudricourt, Oëlleville, Rouvres-en-Xaintois, Poussay, Mirecourt.
- Collèges à Mirecourt, Dompaire, Charmes, Châtenois, Vézelise.
- Lycées à Mirecourt, Mandres-sur-Vair, Contrexéville, Harol.

### Santé
Professionnels et établissements de santé :
- Médecins à Mirecourt, Mattaincourt, Gironcourt-sur-Vraine, Diarville, Vicherey, Remoncourt, Tantonville, Châtenois.
- Pharmacies à Mirecourt, Mattaincourt, Gironcourt-sur-Vraine, Diarville, Vicherey, Remoncourt, Châtenois.
- Hôpitaux à Mirecourt, Mattaincourt, Vittel.

### Cultes
- Culte catholique, Paroisse Saint-Pierre-Fourier[30] Diocèse de Saint-Dié.

### Sports
- La piste de karting de l’Aéropôle Sud Lorraine, longue de 1,265 km, est un point de convergence connu dans toute la région. Elle est affiliée au Team Free Kart, qui participe entre autres au championnat d’Europe, représenté par des jeunes pilotes locaux, tels Jean-René Péry ou Damien Vuillaume.

## Économie

### Entreprises et commerces
- Commerces et services de proximité[31].

## Culture locale et patrimoine

### Lieux et monuments

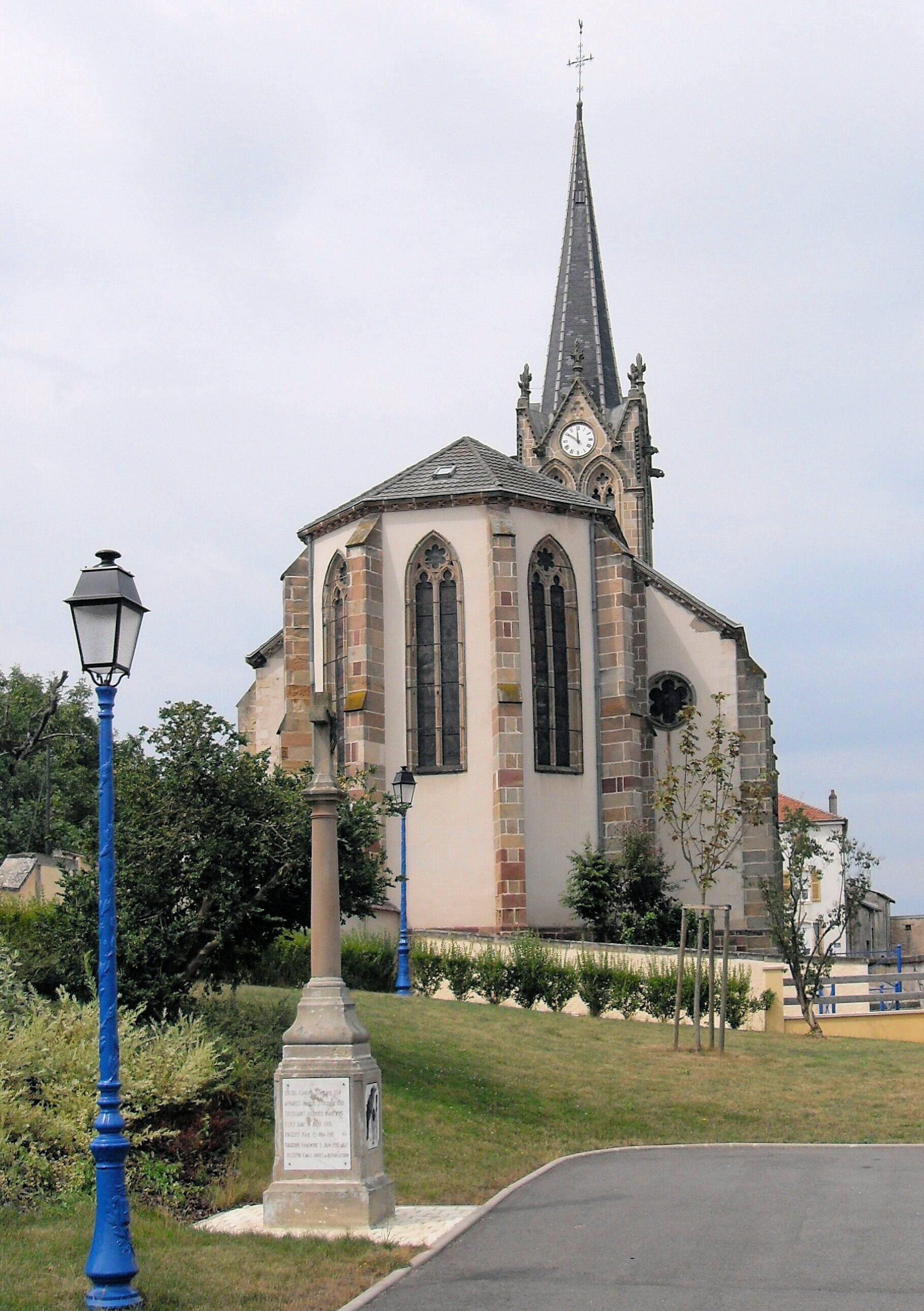
L'église Saint-Èvre.

- L’église est dédiée à saint Èvre[32]. Elle était jadis annexe d’Oëlleville ; l’actuelle a été construite en 1868 par l'architecte Léon Vautrin[33],[34],[35]										.

Groupe sculpté : Vierge de Pitié.
Statue Saint Nicolas.
- Monument aux morts[38],[39].
- Patrimoine rural recensé par le service régional de l'Inventaire général du patrimoine culturel[40].
- Les plaques de cocher, patrimoine routier[41].

### Patrimoine naturel
- Le sentier du Menu bois et les sculptures monumentales[42] :

Cet espace naturel proche du village de Juvaincourt est un cheminement constituant un véritable parcours pédagogique tant environnemental que culturel. Balade recommandée dans le Guide évasion de la collection Hachette.
- La forêt enchantée : ce circuit vous permet de découvrir les contes et légendes de Lorraine de façon pédagogique et ludique[44].

### Personnalités liées à la commune
- Adolphe Thiéry, élu communal et médecin né à Juvaincourt en 1846. Il meurt en 1899 après  avoir découvert la célèbre source thermale de Contrexéville, cité dont il fut le maire[45].
- Dominique-Joseph Marlier (1844-1900), né à Juvaincourt, est devenu fabricant de tricots à Bar-le-Duc. Conseiller municipal radical de cette ville, il fut l'allié d'Henry Ferrette lors des élections législatives de 1898. Le 4 octobre 1900, les dissensions croissantes entre les deux hommes entraînèrent un duel à Fains-les-Sources, à l'issue duquel Marlier fut tué par le député de la Meuse[46].
- Nicolas Alphonse Thiriet, Agriculteur, chevalier du Mérite agricole[47].

## Pour approfondir